# Еліне Куне
Еліне Ольга Куне (нід. Eline Olga Coene; народилася 11 квітня 1964 у м. Реден, Нідерланди) — нідерландська бадмінтоністка. 
Учасниця літніх Олімпійських ігор 1992 (одиночний і парний розряди) і 1996 (парний розряд).
Чемпіон Нідерландів в одиночному розряді (1982, 1983, 1984, 1985, 1988, 1992), в парному розряді (1984, 1985, 1987, 1988, 1989, 1991, 1992, 1993, 1994).
Переможниця Swiss Open в одиночному розряді (1982, 1983). Переможниця Belgian International в парному розряді (1985). Переможниця Canadian Open в парному розряді (1988). Переможниця Dutch Open в одиночному розряді (1989), в парному розряді (1996).